# 克薩爾瓜克
克薩爾瓜克（西班牙語：Quezalguaque），是尼加拉瓜的城鎮，位於該國西部，由萊昂省負責管轄，始建於1865年3月8日，面積86平方公里，海拔高度89米，2005年人口8,591，人口密度每平方公里99.9人。
12°30′22″N 86°54′12″W / 12.50611°N 86.90333°W